# Úřad průmyslového vlastnictví Slovenské republiky
Úřad průmyslového vlastnictví Slovenské republiky (zkratka ÚPV SR) je ústřední orgán státní správy Slovenské republiky pro oblast průmyslového vlastnictví.
Úkolem úřadu je vedle rozhodování o poskytování ochrany na vynálezy a technická řešení, designy a označení výrobků a služeb poskytovat komplexní služby týkající se zpřístupňování patentových a známkových informací, poskytování metodicko-poradenské činnosti při práci s informacemi tohoto druhu a provádění patentových a známkových rešerší.